# Progresszív Föderális Párt
A Progresszív Föderális Párt (afrikaans nyelven: Progressiewe Federale Party) egy dél-afrikai politikai párt volt, amelyet 1977-ben a Progresszív Reformpárt (a Progresszív Párt és a Reformpárt pártszövetsége) végleges egyesülésével alapítottak 1977-ben. A párt alkotta a Népgyűlés legnagyobb apartheidellenes frakcióját, többek között szorgalmazva a hatalommegosztást az ország etnikumai között, egy föderális rendszerben. 
Első vezetője Colin Eglin volt, akit Frederik van Zyl Slabbert, majd Zach de Beer követett. Egyik legismertebb parlamenti képviselőjük Helen Suzman volt, aki hosszú éveken át az egyetlen népgyűlésbeli tag volt, aki nyíltan szót emelt az apartheid rendszere ellent, élesen bírálva azt.

## Története
A dél-afrikai apartheid törvények kezdetben az ország fehér lakosságára korlátozták a párt tagságát, amely elsősorban az angolul beszélő liberálisok támogatását élvezte. Amint ez 1984-ben újra törvényessé vált, megnyitotta tagságát minden faj előtt, de a párt továbbra is túlnyomórészt fehér és angol maradt. A PFP legtöbbször városokban szerepelt jobban, így például Fokvárosban, Port Elizabeth-ben, Johannesburgban és Durbanben. Az afrikánerek körében igen csekély támogatottsága volt.
1989-ben a PFP és az Új Demokratikus Mozgalom (NDM) egyesült egy másik kisebb reformpárttal, a Független Párttal (IP), és létrehozták a Demokratikus Pártot (DP).

## Választási eredményei
| Év   | Szavazatok | %     | Mandátumok | Helyezés | Státusz  |
| ---- | ---------- | ----- | ---------- | -------- | -------- |
| 1977 | 177 705    | 16,95 | 17 / 164   | 2/5      | Ellenzék |
| 1981 | 265 297    | 19,65 | 26 / 165   | 2/5      | Ellenzék |
| 1987 | 288 574    | 14,14 | 19 / 166   | 3/5      | Ellenzék |

## A párt vezetői
| # | Név                       | Terminus | Terminus |
| # | Név                       | Kezdete  | Vége     |
| - | ------------------------- | -------- | -------- |
| 1 | Colin Eglin               | 1977     | 1979     |
| 2 | Frederik van Zyl Slabbert | 1979     | 1986     |
| 3 | Colin Eglin               | 1986     | 1988     |
| 4 | Zach de Beer              | 1988     | 1989     |

## Fordítás
Ez a szócikk részben vagy egészben  a   Progressive Federal Party című angol Wikipédia-szócikk ezen változatának fordításán alapul.  Az eredeti cikk szerkesztőit annak laptörténete sorolja fel. Ez a jelzés csupán a megfogalmazás eredetét és a szerzői jogokat jelzi, nem szolgál a cikkben szereplő információk forrásmegjelöléseként.